# Ізак ван дер Мерве
Ізак ван дер Мерве (англ. Izak van der Merwe; нар. 26 січня 1984) — колишній південноафриканський тенісист.
Найвищу одиночну позицію світового рейтингу — 113 місце досяг 1 серпня 2011, парну — 94 місце — 18 липня 2011 року.
Найвищим досягненням на турнірах Великого шолома було 2 коло в парному розряді.
Завершив кар'єру 2014 року.

## Фінали ATP Челленджер і ITF Ф'ючерс

### Одиночний розряд: 17 (8–9)
| Легенда (одиночний розряд) |
| -------------------------- |
| Тур ATP Челленджер (3–5)   |
| ITF Ф'ючерс (5–4)          |

| Титули за покриттям |
| ------------------- |
| Тверде (8–16)       |
| Ґрунт (0–1)         |
| Трава (0–0)         |
| Килим (0–0)         |

| Результат | Ранг | Дата             | Турнір                               | Покриття | Суперник            | Рахунок            |
| --------- | ---- | ---------------- | ------------------------------------ | -------- | ------------------- | ------------------ |
| Перемога  | 1.   | 23 жовтня 2005   | Зімбабве F1, Булавайо                | Тверде   | Ендрю Андерсон      | 4–6, 6–4, 6–3      |
| Поразка   | 2.   | 21 травня 2006   | США F11, Тампа                       | Ґрунт    | Роберт Їм           | 6–3, 4–6, 4–6      |
| Поразка   | 3.   | 2 липня 2006     | Таїланд F3, Бангкок                  | Тверде   | Тераті Такахіро     | 7–6, 1–6, 4–6      |
| Поразка   | 4.   | 8 жовтня 2006    | США F25, Лагуна-Нігел                | Тверде   | Браян Вілсон        | 7–6, 2–6, 4–6      |
| Перемога  | 5.   | 22 жовтня 2006   | США F26, Мансфілд                    | Тверде   | Майкл Макклун       | 7–6, 6–4           |
| Поразка   | 6.   | 29 жовтня 2006   | США F27, Батон-Руж                   | Тверде   | Дуді Села           | 7–5, 4–6, 3–6      |
| Перемога  | 7.   | 15 квітня 2007   | США F7, Мобіл                        | Тверде   | Райлер Дегарт       | 6–1, 6–4           |
| Перемога  | 8.   | 22 липня 2007    | США F18, Джоплін                     | Тверде   | Андрій Куманцов     | 6–3, 6–4           |
| Перемога  | 9.   | 28 жовтня 2007   | США F27, Батон-Руж                   | Тверде   | Карстен Болл        | 6–2, 7–6           |
| Поразка   | 10.  | 10 серпня 2008   | Кампус-ду-Жордау, Бразилія           | Тверде   | Бріан Дабуль        | 5–7, 7–6, 3–6      |
| Поразка   | 11.  | 24 травня 2009   | Кремона, Італія                      | Тверде   | Бенжамін Бекер      | 5–7, 1–6           |
| Поразка   | 12.  | 18 квітня 2010   | Йоганнесбург, ПАР                    | Тверде   | Дастін Браун        | 6–7, 3–6           |
| Перемога  | 13.  | 8 серпня 2010    | Кампус-ду-Жордан, Бразилія           | Тверде   | Рікардо Мелло       | 7–6(8–6), 6–3      |
| Поразка   | 14.  | 15 серпня 2010   | Бразиліа, Бразилія                   | Тверде   | Тацума Іто          | 4–6, 4–6           |
| Перемога  | 15.  | 17 квітня 2011   | Йоганнесбург, ПАР                    | Тверде   | Рік де Вуст         | 6–7(2–7), 7–5, 6–3 |
| Поразка   | 16.  | 7 серпня 2011    | Кампус-ду-Жордау, Бразилія           | Тверде   | Рожеріу Дутра Сілва | 4–6, 7–6, 3–6      |
| Перемога  | 17.  | 6 листопада 2011 | Шарлотсвілл, Сполучені Штати Америки | Тверде   | Джессі Лівайн       | 4–6, 6–3, 6–4      |

## Досягнення в одиночних змаганнях
| W | Ф | ПФ | ЧФ | #Р | КТ | К# | DNQ | A | NH |

Актуально станом на завершення Відкритого чемпіонату США 2013.
| Турніри Великого шлему                 |     |     |     |     |     |     |      |     |
| Відкритий чемпіонат Австралії з тенісу |     |     |     | К2р | К3р | К1р | К1р  | 0–0 |
| Відкритий чемпіонат Франції з тенісу   |     |     |     |     | К2р | К1р |      | 0–0 |
| Вімблдонський турнір                   |     | R1  | К1р | К1р | К1р | К3р |      | 0–0 |
| Відкритий чемпіонат США з тенісу       |     | К1р | К2р | К1р | К1р | К1р |      | 0–0 |
| В-П                                    | 0–0 | 0–1 | 0–0 | 0–0 | 0–0 | 0–0 | 0–0  | 0–1 |
| Загальна статистика                    |     |     |     |     |     |     |      |     |
| Титули–Фінали                          |     |     |     |     |     |     |      |     |
| Рейтинг на кінець року                 | 269 | 304 | 272 | 174 | 113 | 214 | 1109 |     |